# Maizy
Maizy es una comuna francesa situada en el departamento de Aisne, de la región de Alta Francia.

## Geografía
Está ubicada a 22 km al sur de Laon.

## Demografía
| 391 | 375 | 407 | 358 | 394 | 353 | 395 | 423 |
| Para los censos de 1962 a 1999 la población legal corresponde a la población sin duplicidades (Fuente: INSEE [Consultar]) |     |     |     |     |     |     |     |